# 阿蘭若
阿蘭若（巴利語：arañña），又譯為阿蘭那、阿蘭攘、阿蘭若迦、阿練若、阿爛拏、阿練茹、曷剌䍲等，意譯叢林，漢語簡稱為蘭若，佛教術語，最早指森林中的空地，因可以供出家僧侶修行頭陀行，被引申作為佛教僧侶的聚集地及住所名稱，為佛寺的同義詞。禪宗寺院，又稱為禪林、丛林。

## 釋義
阿蘭若原意是指森林，引申的意義为“寂静處”、“空閑處”、“遠離處”、“無事處”。
修行頭陀行的僧人，通常在村外空隙的地方造小房居住，或不造房屋，只止息在大树之下，作为清静修道之所，躲避人间热闹处之地。墳場等平常人厭惡遠離的地方，也經常被當成是阿蘭若。因此他們又被稱為阿蘭若比丘，或是森林比丘。
在斯里蘭卡、緬甸與泰國等上座部佛教國家都一直存有森林比丘與他們的足跡。比如泰國高僧阿姜查與他的弟子都是屬於泰國森林系佛教的僧侶。
阿蘭若為佛教出家眾的居所名稱，漢傳佛教將阿蘭若引申為各類佛寺的同義詞，禅林制度亦称丛林制度，即取此意。《舊唐書》〈武宗本紀〉就記載著唐武宗會昌毀佛時拆卸了蘭若4萬多所。

## 各地佛寺
時至今日，各地不少佛寺、佛社不少仍以「蘭若」為名，例如：
- 妙德蘭若，位於台灣台北市
- 菩提蘭若，位於台灣新竹縣竹北市十興里
- 妙雲蘭若，位於台灣嘉義市
- 如幻蘭若，位於台灣苗栗縣苗栗市
- 同淨蘭若，位於台灣新北市新店區
- 蘭若園，後改名為現時的定慧寺，位於香港大埔
- 蘭若寺，位於中國山西太原

## 其他宗教
丛林一词也被引申用在其他宗教领域。如道风山基督教丛林，爲20世紀基督教中式建筑，主要向佛、道教徒傳教。